# Calle Eva Perón (Formosa)
La calle Eva Perón, es una calle importante de la Ciudad de Formosa, es la calle n.º 34 del microcentro, y lleva el nombre de la esposa del Presidente J. D. Perón (1895 - 1974), Eva Duarte de Perón (1919 - 1952).

## Historia y recorrido
La calle nace con el nombre de Tucumán, en el año 1879.  Cambia su nombre por Eva Perón, en los años '50. Nace en la avenida González Lelong y abarca unas 15 cuadras, dónde temina su recorrido, en la avenida Napoleón Uriburu. Por dicho recorrido, se interceptan con las siguientes arterias: 
- González Lelong, donde nace
- Junín
- Corrientes
- Juan José Silva
- Maipú
- Pringles
- Saavedra
- España
- Av. 25 de Mayo
- J.M. Uriburu
- Brandsen
- Hipólito Irigoyen
- Fotheringham
- Salta
- Ayacucho
- Paraguay, y la Av. N. Uriburu, esta última que lo corta.[5]